# James Barry (schilder)
James Barry (Cork, Ierland, 11 oktober 1741 - Londen, 22 februari 1806) was een Iers schilder die het best bekend is door zijn zesdelig schilderij The Progress of Human Culture in de Great Room van de Royal Society of Arts. Omdat hij zich altijd verzette tegen de wensen van zijn opdrachtgevers wordt hij ook weleens genoemd tussen de eerste schilders van de romantiek.

## Biografie
James Barry's vader was een bouwvakker en handelaar tussen Engeland en Ierland. Barry maakte tal van reizen als kind maar hij wist zijn vader te overtuigen om hem kunst te laten studeren. Het eerste schilderij waar hij bekendheid mee verwierf was The Baptism of the King of Cashel. Het werd tentoongesteld in 1762 in Londen en werd in 1980 in slechte staat teruggevonden.
James Barry raakte bevriend met Edmund Burke. Burke ontfermde zich over Barry en betaalde tal van reizen voor de jonge kunstenaar. In 1765 bezocht Parijs, Rome (waar hij drie jaar verbleef), Florence en Bologna. Richting huiswaarts passeerde hij nog Venetië. Tijdens zijn reis tekende hij Adam en Eva en Philoctetes.
In 1774 werden verschillende artiesten - waaronder Barry - uitgenodigd om de Great Room van de RSA te schilderen. Alle artiesten sloegen het aanbod af, maar in 1777 bood Barry aan om de ruimte te schilderen op voorwaarde dat hij het onderwerp mocht kiezen en dat de RSA de doeken, de verf en de modellen zou betalen. Zijn aanbod werd aanvaard. Hij werkte zijn zesdelig schilderij af op zeven jaar tijd. The Progress of Human Culture leverde hem twee tentoonstellingen op en werd door Andrew Graham-Dixon beschreven als "Groot-Brittannië's late maar prachtige antwoord op de Sixtijnse Kapel".
Barry werd lid van de Royal Society of Arts en werd professor schilderkunst in 1782 waar hij werkte voor een loon van £30 per jaar. Hij drong aan op de aankoop van verschillende werken als modellen voor zijn studenten. Deze wens werd niet ingewilligd en hij werd in 1799 ontslagen. Barry bleef de enige academicus ooit die werd ontslagen uit de academie tot in 2004.
Op 6 februari 1806 kreeg Barry hoge koorts. Hij stierf de 22ste van diezelfde maand. Op 4 maart werd zijn lichaam begraven in St Paul's Cathedral.
- Art Gallery of South Australia: 8798
- Bibliothèque nationale de France: cb119878759 (data)
- Gemeinsame Normdatei: 120538180
- International Standard Name Identifier: 0000 0000 8342 9136
- KulturNav: 5ab15ee2-9cb6-4e9e-84fb-1fbf31fb286f
- Library of Congress Control Number: n81003485
- National Gallery of Victoria: 4890
- Nationale bibliotheek van Australië: 35014502
- Nationale Bibliotheek van Israël: 987007282812605171
- Nederlandse Thesaurus van Auteursnamen: 068653131
- RKD-Nederlands Instituut voor Kunstgeschiedenis: 4675
- Istituto Centrale per il Catalogo Unico: CFIV348513
- SNAC: w69c7828
- Système universitaire de documentation: 027944859
- Trove: 790445
- Union List of Artist Names: 500003735
- Virtual International Authority File: 36926685
- WorldCat: E39PBJtCCMQMfJwwBY48kvHHmd